# Ludzie psy
Ludzie psy – utwór muzyczny Marii Peszek z 2012 roku, napisany i wyprodukowany przez Michała „Foxa” Króla, jak i samą Peszek. Piosenka otwiera płytę Jezus Maria Peszek i została wydana jako drugi singel z tego krążka 6 listopada 2012. Nagranie spotkało się z pozytywnymi ocenami recenzentów, a dziennikarka Karolina Korwin Piotrowska określiła je nawet jednym z najlepszych polskich utworów ostatnich 25 lat.

## Teledysk
Teledysk do piosenki został zrealizowany przez Studio Huncwot, a jego premiera odbyła się 22 listopada 2012. Wideoklip składa się wyłącznie z serii krótkich ujęć przedstawiających w zbliżeniu twarz Peszek poddawaną różnym, często nieprzyjemnym zabiegom. Sprowokowało to porównania do teledysków „Hunter” Björk i „Buttons” Sii.
Wydaniu klipu towarzyszyła akcja „Róbmy klip”, w ramach której na specjalnej stronie www.ludziepsy.pl każdy mógł dowolnie edytować losowo wybraną klatkę teledysku, współtworząc w ten sposób jego alternatywną wersję. Akcja trwała kilka tygodni i łącznie zgłoszono ok. 30 tysięcy pomysłów. Nowa wersja została przedstawiona 18 stycznia 2013.

## Pozycje na listach przebojów
| Lista przebojów                    | Pozycja |
| ---------------------------------- | ------- |
| Lista przebojów Programu Trzeciego | 7       |
| Szczecińska Lista Przebojów        | 37      |